# 1,3-propandiol
Trimetilenglicolul (IUPAC: 1,3-propandiol) este un compus organic de tip glicol (diol), cu formula chimică CH2(CH2OH)2. Este un lichid viscos, incolor, miscibil cu apa.
Este utilizat ca precursor în industria polimerilor, de exemplu pentru sinteza politrimetilen tereftalatului.

## Obținere
Trimetilenglicolul este obținut majoritar în urma reacției de hidratare a acroleinei.